# Rue Maurice-Maignen
La rue Maurice-Maignen est une voie du 15e arrondissement de Paris, en France.

## Situation et accès
La rue Maurice-Maignen est une voie publique située dans le 15e arrondissement de Paris. Elle débute rue du Cotentin et se termine au 17, rue Aristide-Maillol.

## Origine du nom

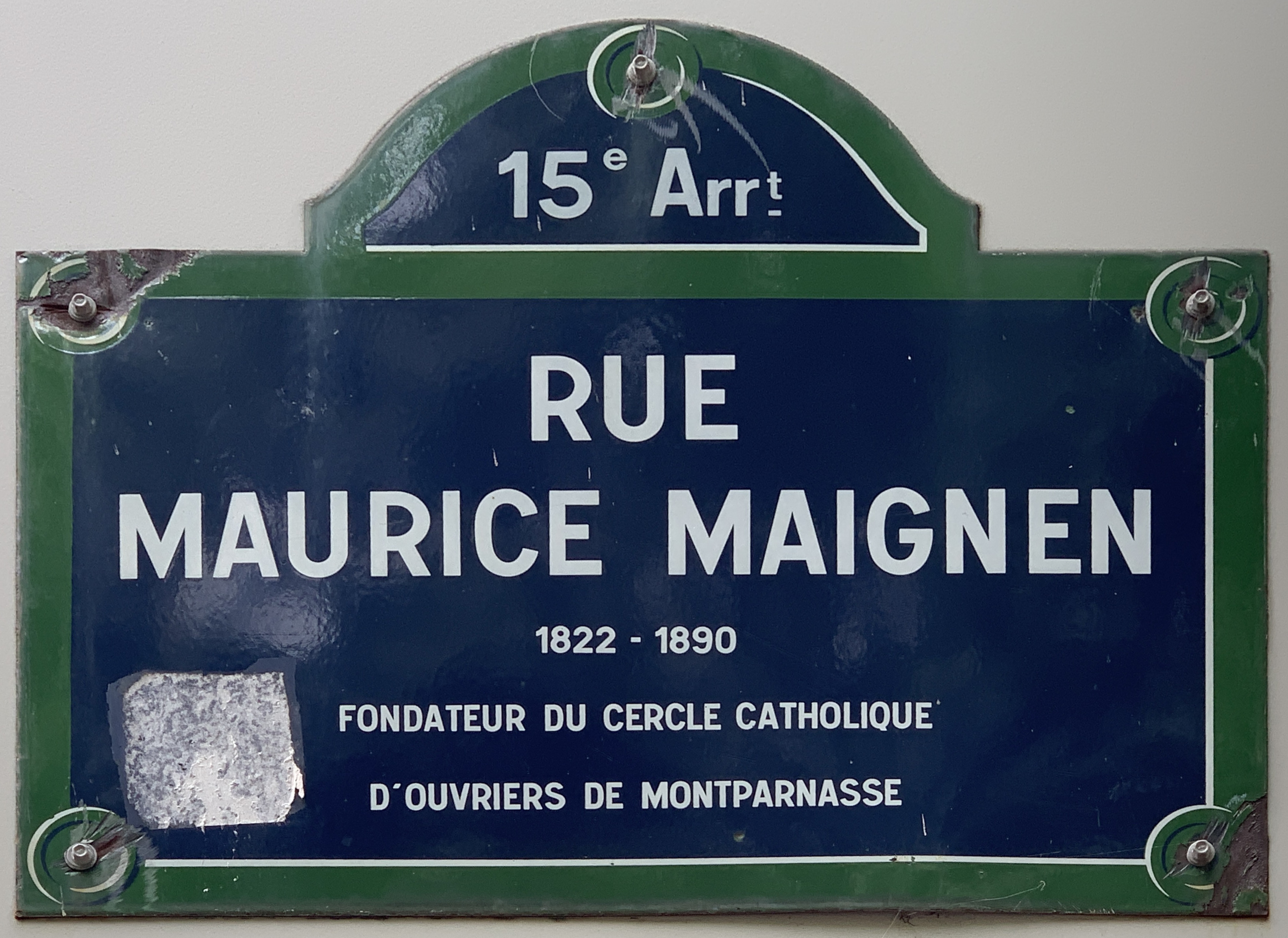
Plaque de la rue.

Elle porte le nom de Maurice Maignen (1822-1890), fondateur de l'Œuvre des cercles catholiques d’ouvriers.

## Historique
La voie est créée dans le cadre de l'aménagement de la ZAC Gare de Vaugirard sous le nom provisoire de « voie AU/15 » et prend sa dénomination actuelle le 18 novembre 1985.